# Copas de los pequeños maestros

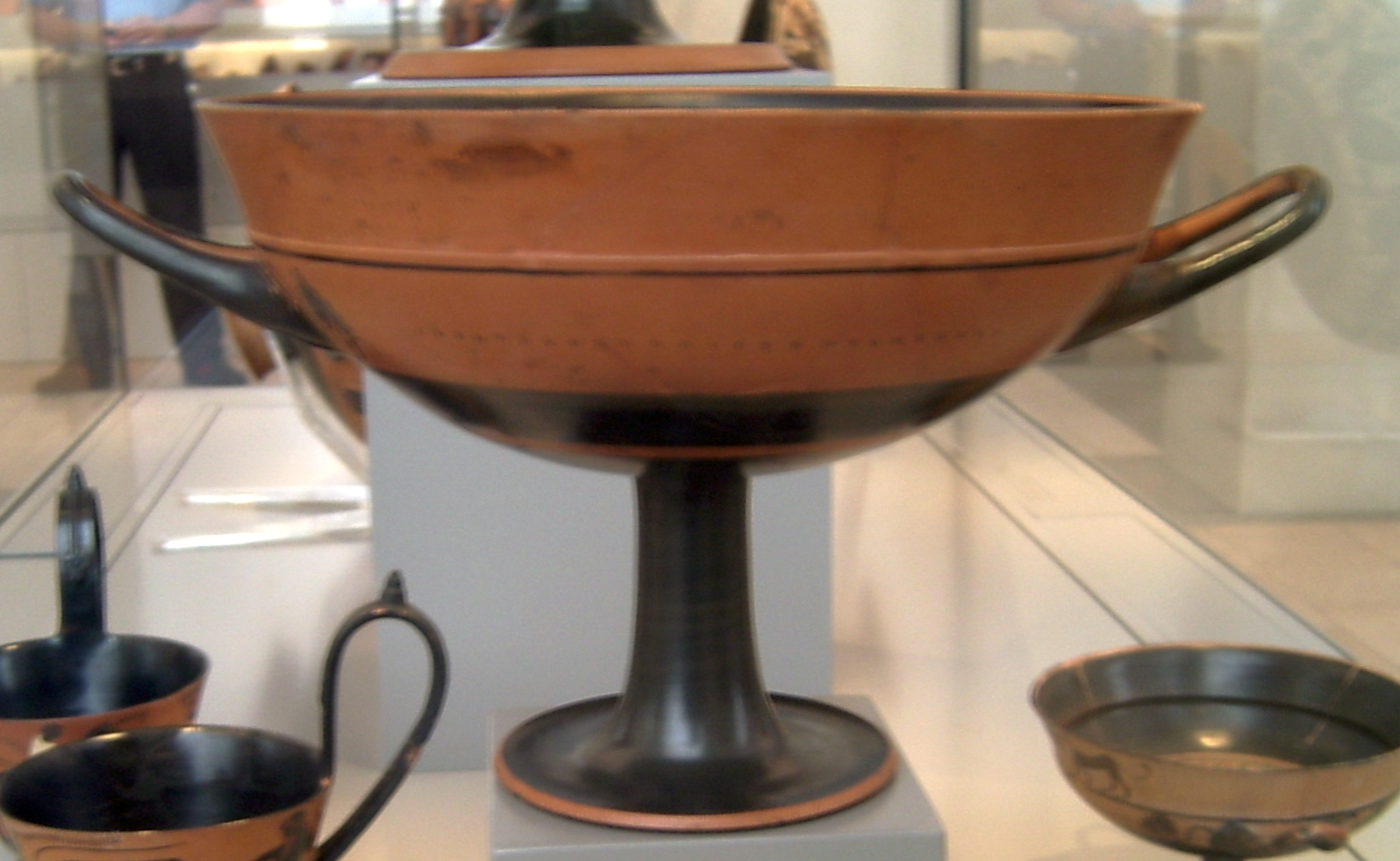
Copa de labios del ceramista Jenocles.

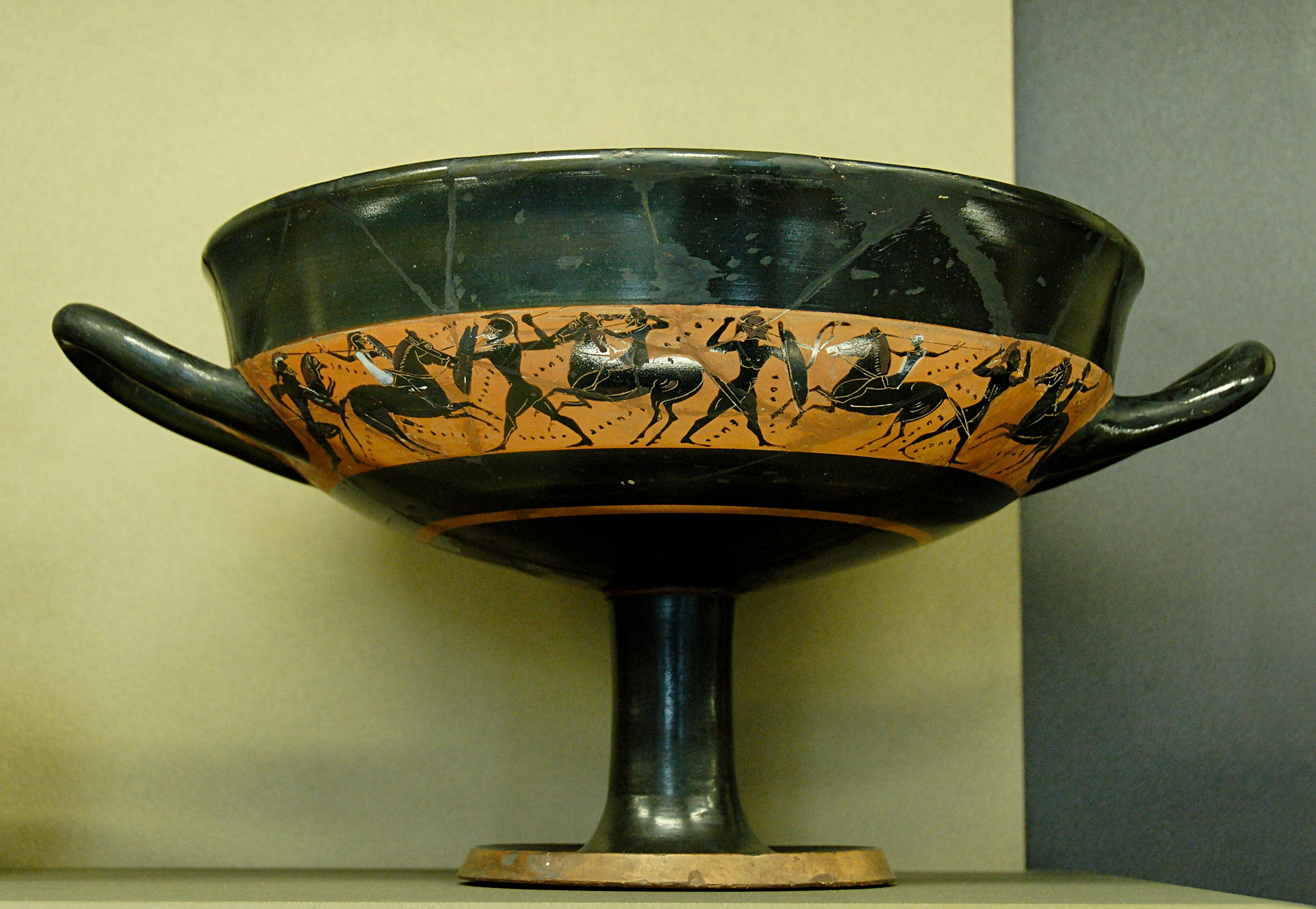
Copa de bandas de un artista ático desconocido, circa’’ 540 a. C. Museo del Louvre.

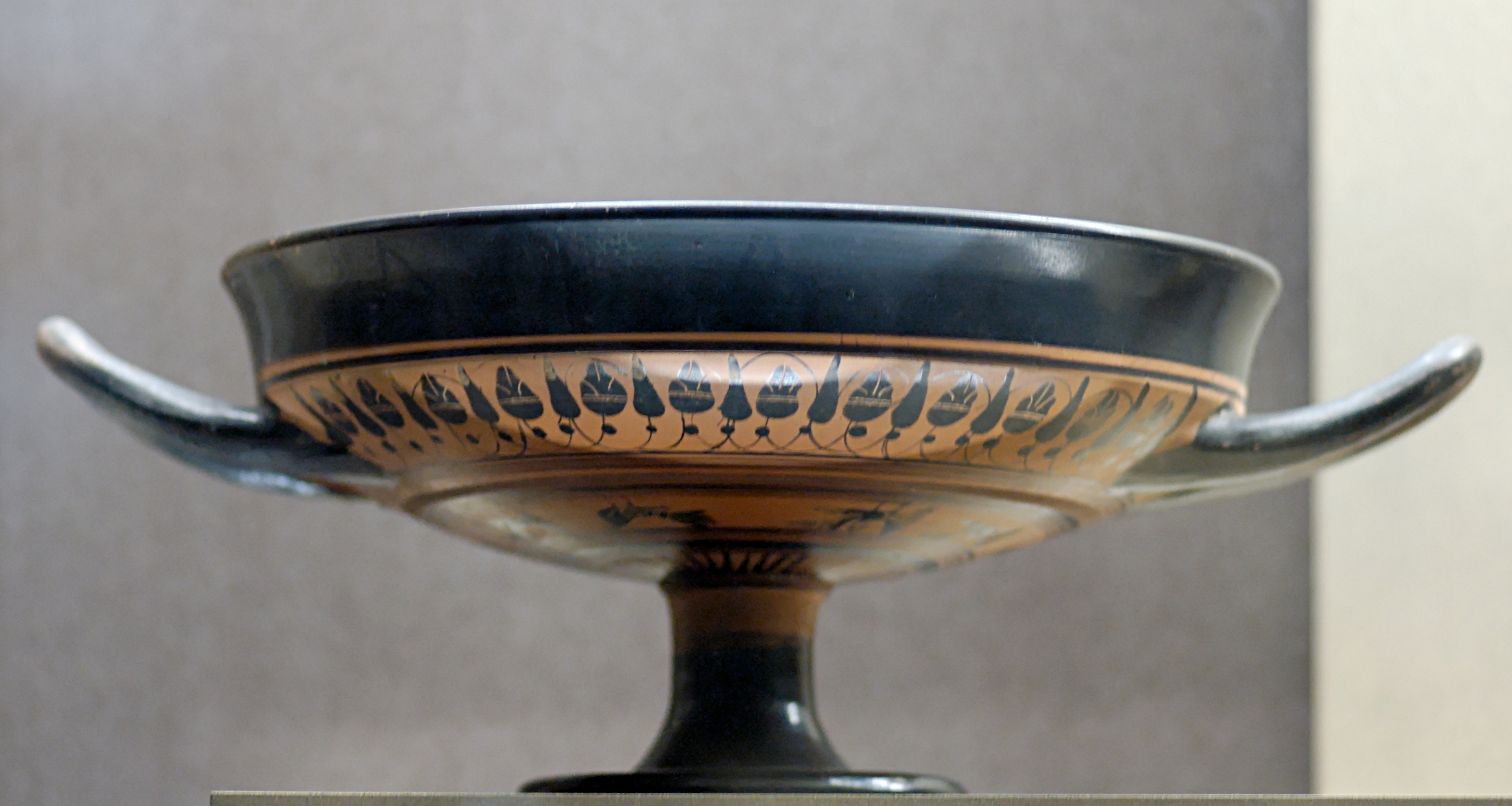
Copa Droop de un artista ático desconocido, circa 550/530 a. C. Museo del Louvre.

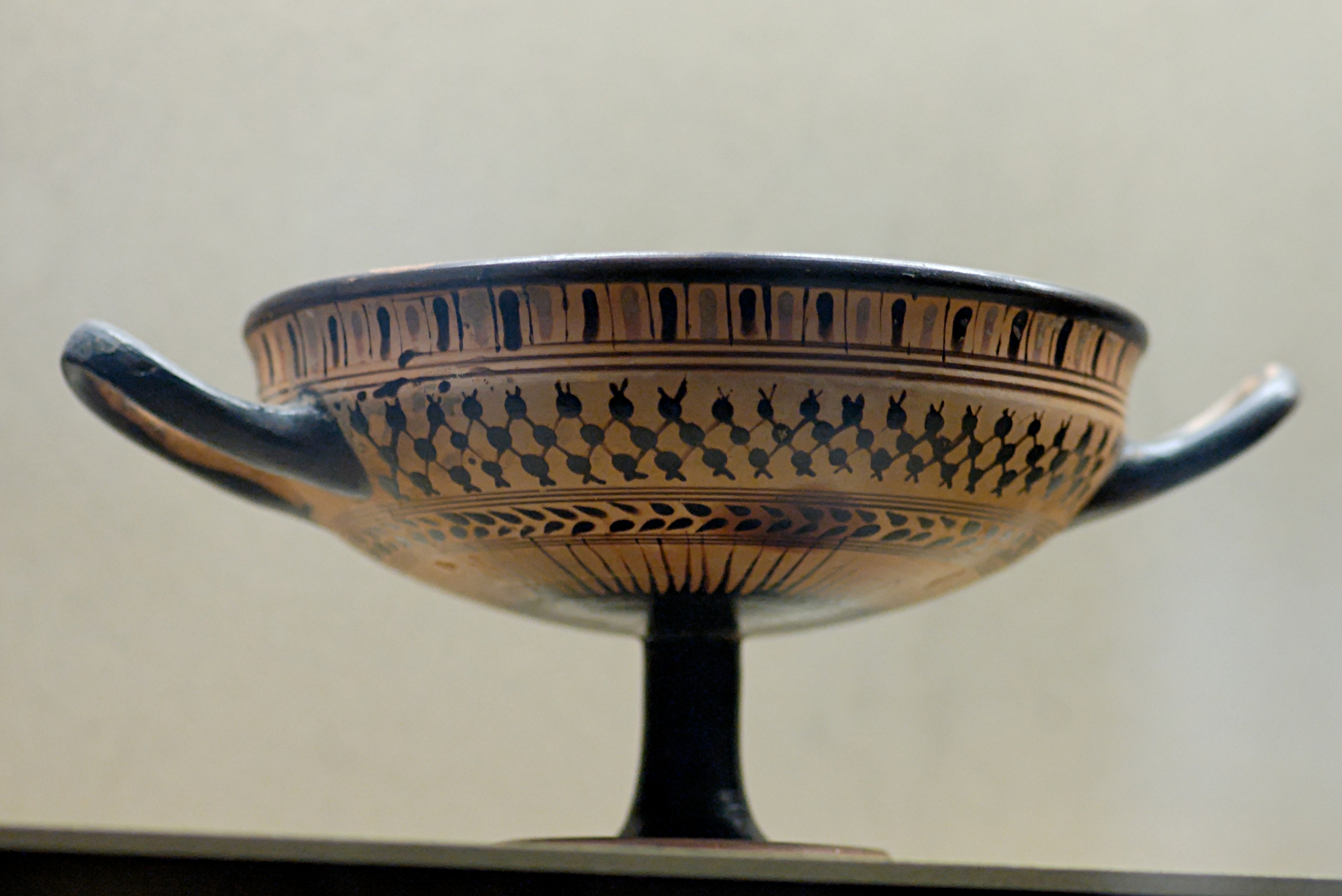
Copa de Kassel de un artista ático desconocido, circa 540 a. C. Museo del Louvre.

Las copas de los pequeño maestros son un tipo de copas cerámica ática de figuras negras, producidas en torno a mediados y al tercer cuarto del siglo VI a. C. Su nombre se basa en su fina decoración y pequeño formato. 
Son el origen de las copas de Siana, aunque entre ambos tipos mediara un gran periodo de tiempo. Los pequeños maestros pintaron solo el pequeño friso superior encima de la carena de la copa, a veces también las áreas de los labios o del asa. Es probable que algunos de los pintores de copas de Siana fueran también pequeños maestros. Uno de los primeros artistas en introducir este tipo de copas en Atenas fue Clitias. El cambio en la decoración fue a la par con un alargamiento del pie de la copa. Los pintores de este estilo rara vez pintaron piezas de mayor tamaño. Considerando principalmente pintores especializados de grandes vasos también se sabe que pintaron copas del pequeño maestros. La comparación estilística entre los formatos más grandes y más pequeños del período resulta difícil.
Muchas piezas están firmadas, especialmente en el labio de las copas. A menudo la firma era incorporada en la decoración general. Las firmas son en su mayoría de alfareros, a menudo debido a que la cerámica era de mejor calidad que la pintura.

## Tipos y formas relacionadas
Se conocen varios tipos de formas:
- Copas de bandas
- Copas Droop
- Copas de Gordio
- Copas de Kassel
- Copas de labios
- Esquifos de bandas